# العلاقات الإماراتية الشمال مقدونية
العلاقات الإماراتية الشمال مقدونية هي العلاقات الثنائية التي تجمع بين الإمارات العربية المتحدة وشمال مقدونيا.

## مقارنة بين البلدين
هذه مقارنة عامة ومرجعية للدولتين:
| وجه المقارنة                                              | الإمارات العربية المتحدة | شمال مقدونيا                                               |
| --------------------------------------------------------- | ------------------------ | ---------------------------------------------------------- |
| المساحة (كم2)                                             | 83.60 ألف                | 25.71 ألف                                                  |
| عدد السكان (نسمة)                                         | 9.40 مليون               | 2.08 مليون                                                 |
| الكثافة السكانية (ن./كم²)                                 | 112.44                   | 80.9                                                       |
| العاصمة                                                   | أبو ظبي                  | إسكوبية                                                    |
| اللغة الرسمية                                             | اللغة العربية            | اللغة المقدونية، اللغة الألبانية                           |
| العملة                                                    | درهم إماراتي             | دينار مقدوني                                               |
| الناتج المحلي الإجمالي (بليون دولار)                      | 382.58 مليار             | 11.34 مليار                                                |
| الناتج المحلي الإجمالي (تعادل القوة الشرائية) بليون دولار | 640.72 مليار             | 29.26 مليار                                                |
| الناتج المحلي الإجمالي الاسمي للفرد دولار أمريكي          | 40.44 ألف                | 4.85 ألف                                                   |
| الناتج المحلي الإجمالي للفرد دولار أمريكي                 | 67.67 ألف                | 16.25 ألف                                                  |
| مؤشر التنمية البشرية                                      | 0.835                    | 0.747                                                      |
| رمز المكالمات الدولي                                      | +971                     | +389                                                       |
| رمز الإنترنت                                              | .ae، .امارات             | .mk                                                        |
| المنطقة الزمنية                                           | ت ع م+04:00              | توقيت وسط أوروبا، ت ع م+01:00، ت ع م+02:00، أوروبا/سكوبيه ‏ |

## منظمات دولية مشتركة
يشترك البلدان في عضوية مجموعة من المنظمات الدولية، منها:
| علم المنظمة | اسم المنظمة                               | تاريخ انضمام الإمارات العربية المتحدة | تاريخ انضمام شمال مقدونيا |
| ----------- | ----------------------------------------- | ------------------------------------- | ------------------------- |
|             | مؤسسة التنمية الدولية                     | 23 ديسمبر 1981                        | 25 فبراير 1993            |
|             | يونسكو                                    | 20 أبريل 1972                         | 28 يونيو 1993             |
|             | وكالة ضمان الاستثمار متعدد الأطراف        | 20 أكتوبر 1993                        | 19 مارس 1993              |
|             | الأمم المتحدة                             | 9 ديسمبر 1971                         | 8 أبريل 1993              |
|             | الاتحاد البريدي العالمي                   | ?                                     | ?                         |
|             | البنك الدولي للإنشاء والتعمير             | 22 سبتمبر 1972                        | 25 فبراير 1993            |
|             | الاتحاد الدولي للاتصالات                  | 27 يونيو 1972                         | 4 مايو 1993               |
|             | منظمة حظر الأسلحة الكيميائية              | ?                                     | ?                         |
|             | مؤسسة التمويل الدولية                     | 30 سبتمبر 1977                        | 25 فبراير 1993            |
|             | المركز الدولي لتسوية المنازعات الاستشارية | 22 يناير 1982                         | 26 نوفمبر 1998            |
|             | منظمة التجارة العالمية                    | ?                                     | ?                         |
|             | منظمة الشرطة الجنائية الدولية             | ?                                     | ?                         |

## وصلات خارجية
- موقع وزارة الخارجية الإماراتية